# Henri De Rasquinet
Marie Antoine Pierre Henri De Rasquinet (Luik, 3 maart 1888 - Hoei, 2 mei 1938) was een Belgisch volksvertegenwoordiger.

## Levensloop
Rasquinet promoveerde tot doctor in de rechten en werd in 1921 gemeenteraadslid van Hoei.
In 1929 stond hij als eerste opvolger op de lijst van de socialistische partij voor het arrondissement Hoei-Borgworm. De verkozen kandidaat was de zetelende volksvertegenwoordiger Joseph Wauters, maar hij overleed plots, nog voor hij de eed kon afleggen. De Rasquinet volgde hem op en vervulde het mandaat tot in 1936.